# I'm in Love (album Sanna Nielsen)
I'm in Love è un album in studio della cantante svedese Sanna Nielsen, pubblicato nel 2011.

## Tracce
1. Devotion – 3:16
2. I'm in Love – 3:02
3. Part of Me – 3:37
4. Not Afraid to Love – 4:01
5. If You Were Mine – 3:05
6. Can't Stop Love Tonigh – 3:00
7. Demolition Woman – 3:20
8. This Time Love Is for Real – 3:40
9. Take Me Home – 3:27
10. Foolish Heart – 3:30
11. Just Like That – 3:44
12. Paradise – 3:42